# إلهام أصغروف
إلهام أصغروف (الاسم الكامل: إلهام تافاكول أوغلو أسجاروف) (الأذربيجاني: İlham Əsgərov) - ممثل أذربيجاني، مؤدي ماهر للأدوار، فنان الشعب لجمهورية أذربيجان.

## سيرته الذاتية
ولدت إلهام أصغروف في 16 يوليو لعام 1958 في مدينة مسلي. تخرج أصغروف من قسم التمثيل والسينما في جامعة أذربيجان الحكومية للثقافة والفنون في عام 1980.
هو ممثل لمسرح الدراما الأكاديمي الحكومي أذربيجاني منذ 1982 وشارك في العروض الأكثر شهرة لهذا لمسرح.
اشتهر إلهام أصغروف بالصور الدرامية في العروض المبنية على أعمال كلاسيكيات أذربيجانية وأوروبية: ميرزا أجدر إبراهيموف، حسين جافيد، بختيار فهابزاد، إلياس أفندييف، وليم شكسبير وآخرين.
حصل إلهام أصغروف على جائزة فنان جمهورية أذربيجان في 28 أكتوبر 2000، وفنان الشعب في 15 مايو 2006.
توفي الممثل في 6 سبتمبر لعام 2015 في مدينة باكو.